# Кани, Иносенсио
Иносенсио Кани (порт. Inocêncio Cani; 1938, Бубаке — 1973, Мадина-Боэ) — участник войны за независимость Гвинеи-Бисау, в 1969—1971 годах — командующий военно-морскими силами FARP — вооружённого крыла ПАИГК. Один из организаторов заговора и непосредственный исполнитель убийства лидера ПАИГК Амилкара Кабрала. Приговорён к смертной казни и расстрелян.

## Война
Родился в католической семье этнических манджак на одном из островов архипелага Бижагош. Окончил школу. Служил в португальских колониальных войсках. Работал учителем.
В 1960 Иносенсио Кани примкнул к марксистскому антиколониальному движению ПАИГК. Близко сошёлся с Амилкаром Кабралом, стал его доверенным лицом. По рекомендации Кабрала в 1967 был направлен в СССР учиться на военного моряка. Прошёл обучение в 165-м учебном центре по подготовке иностранных военнослужащих и в Военно-морской академии. Вернувшись в Португальскую Гвинею, Иносенсио Кани стал командующим военным флотом FARP — вооружённых сил ПАИГК. Активно участвовал в войне за независимость. Состоял в высшем оперативном органе ПАИГК — Исполнительном комитете борьбы. Находился в основном в Конакри, столице Гвинее, где базировалось руководство ПАИГК и командование FARP.

## Конфликт
Политико-идеологических разногласий между Кабралом и Кани не отмечалось, за единственным исключением: Кани и его единомышленники были недовольны ориентацией Кабрала на кабовердиануш — выходцев с Островов Зелёного Мыса (остров Бубаке, на котором родился Кани, не относится к Кабо-Верде и воспринимается как часть континентальной Гвинеи-Бисау). Но по характеру Иносенсио Кани отличался несобранностью, недисциплинированностью, не был склонен к упорной рутинной работе, однако имел большие амбиции. Он считал себя наилучшей кандидатурой в лидеры ПАИГК и был недоволен руководством генерального секретаря Амилкара Кабрала. Это создавало напряжённость между ними, хотя снисходительный к товарищам Кабрал длительное время воздерживался от оргвыводов.
В 1970 Иносенсио Кани был понижен в должности и переведён в командиры одного из катеров. В 1971 Кани был обвинён в постоянном игнорировании дисциплины, злоупотреблении властью, грубостью к подчинённым. Амилкар Кабрал предлагал вынести строгое предупреждение. Но большинство членов партийного руководства требовало дисциплинарных мер. Кабрал не стал настаивать. Иносенсио Кани был отстранён от командования и выведен из Исполнительного комитета борьбы.

## Заговор
Португальское колониальная администрация, военное командование и спецслужба PIDE/DGS готовили ликвидацию Амилкара Кабрала. В 1970 году с этой целью началась операция, получившая название Rafael Barbosa. Её организаторами являлись агенты PIDE/DGS Аристидеш Барбоза и Мамаду Туре, освобождённые в 1969 из концлагеря Таррафал. Залегендированы они были как руководящие активисты ПАИГК. Иносенсио Кани попал в их поле зрения как человек, подвергнутый дисциплинарному взысканию и имеющий личные претензии к Кабралу.
К заговору примкнула группа командиров FARP, считавших себя ущемлёнными по вине Кабрала. Все они подвергались тем или иным дисциплинарным взысканиям. Полевой командир и начальник охраны генерального секретаря Мамаду Нджай был понижен в должности за недисциплинированность. Бывший политкомиссар флота и командующий восточным военным округом Инасио Соареш да Гама, подобно Кани, обвинялся в игнорировании дисциплины и злоупотреблениях. Начальник снабжения Луиш Тейшейра за хищения был переведён на должность, аналогичную завскладом. Боевик FARP Жайме Барбоза подозревался в изнасиловании. Участники заговора, в том числе Иносенсио Кани, отличались амбициозностью, озлобленностью, склонностью к алкоголизации.
Иносенсио Кани — ранее занимавший наиболее высокую должность — выдвинулся в лидеры этой группы. Установилась связь с агентурной группой PIDE/DGS. Кани и его сподвижники вознамерились возглавить ПАИГК и с готовностью взяли на себя исполнение убийства Кабрала.
Амилкар Кабрал был убит в районе Миньер близ Конакри 20 января 1973 года. Генеральный секретарь и его жена возвращались с приёма в посольстве ПНР. Охраны при них не было — об этом позаботился участник заговора Кода Набонья, телохранитель Кабрала. Трое заговорщиков — Иносенсио Кани, Бакар Кани, Фернанду Пина — остановили его машину на партийной базе ПАИГК. Кани попытался связать Кабрала, но тот не позволил этого, предлагая «провести дискуссию и обсудить все проблемы, как учит нас партия». Тогда Кани выстрелил в него, и приказал Бакару добить. Жену убитого Ану Марию Кабрал он приказал взять в заложницы.
Заговорщики сочли себя новым руководством ПАИГК, Иносенсио Кани уже раздавал указания. Мамаду Нджай сумел захватить в плен Аристидеша Перейру и ещё нескольких сторонников Кабрала. Ранее Кани договорился в порту Конакри об отплытии нескольких катеров. Предполагалось добраться до контролируемых территорий в Португальской Гвинее (под прикрытием португальских военных кораблей) и там объявить о смене руководства и политического курса ПАИГК.
Однако далеко идущий план оказался сорван властями Гвинеи. Заговорщики были арестованы гвинейскими военными, Иносенсио Кани был захвачен на катере в гвинейских территориальных водах (есть данные, что перехват осуществили советские военные моряки с эсминца «Бывалый» по просьбе Секу Туре). ПАИГК возглавили сподвижники Амилкара Кабрала — Аристидеш Перейра и Луиш Кабрал.

## Казнь
Гвинейские власти и спецслужба ПАИГК быстро определила причастных к заговору и убийству. 94 человека были арестованы и предстали перед гвинейским военным судом. На процессе Кани утверждал, будто не собирался убивать Кабрала, но вынужден был застрелить его, поскольку тот «потянулся за пистолетом». Эти показания были ложными — Кабрал в тот день не был вооружён.
Несмотря на полностью восстановленную картину убийства, обстоятельства заговора считаются не вполне прояснёнными. Главный вопрос заключается в том, был ли заговор полностью организован португальцами или же основной причиной стали внутренние противоречия в ПАИГК. Отдельный вопрос — роль властей Гвинеи и лично президента Секу Туре.
Большинство заговорщиков были приговорены к смертной казни. Исполнение приговоров осуществляли соответствующие инстанции ПАИГК. Иносенсио Кани был расстрелян в районе Мадина-Боэ вместе с Луишем Тейшейрой.
Серьёзных концептуальных разногласий между Иносенсио Кани и Амилкаром Кабралом не проявлялось. Данных о прямой завербованности Кани португальскими спецслужбами не приводилось. Мотивом его участия в заговоре и убийстве считаются персональные амбиции.